# 水晶包

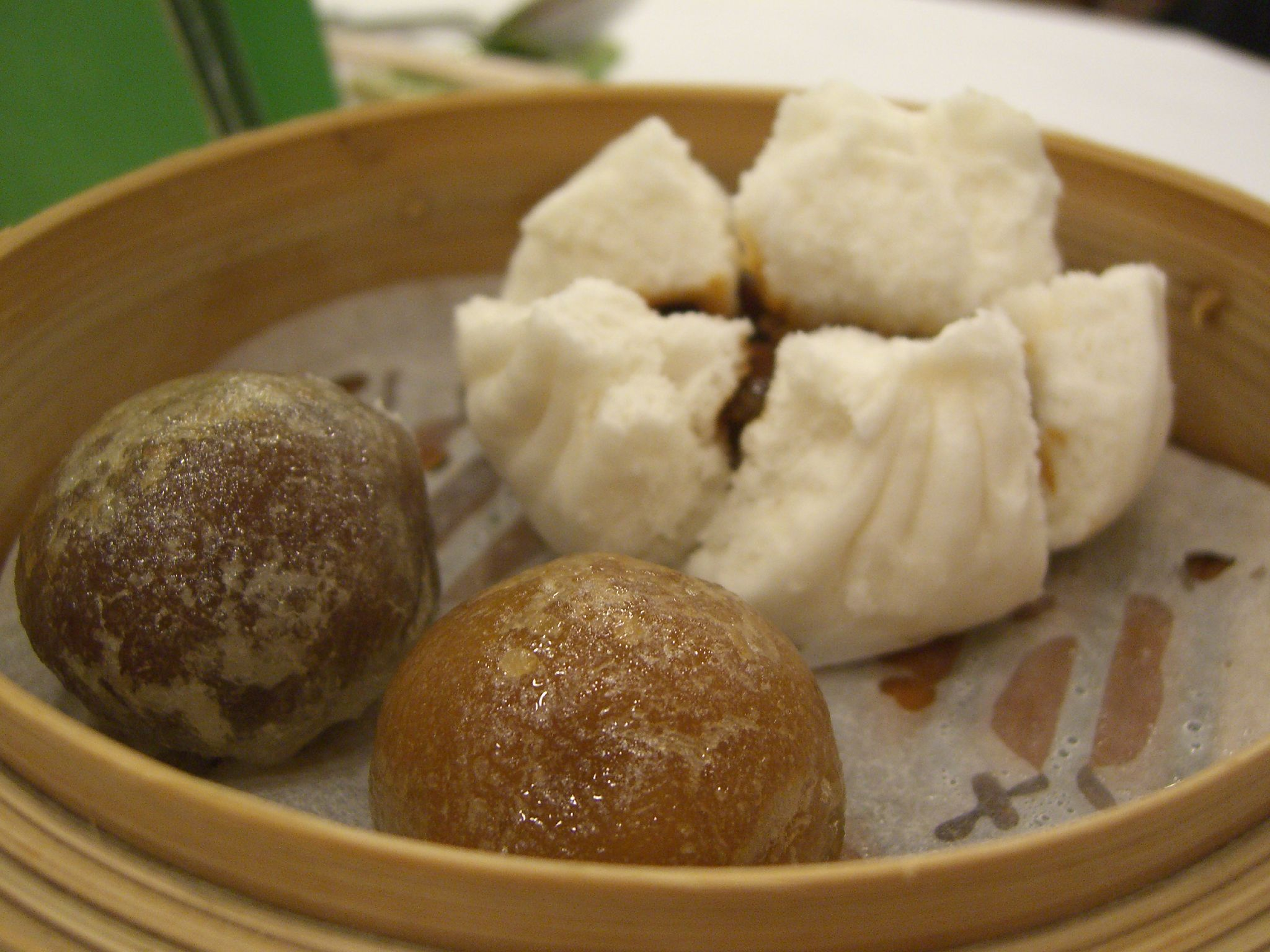
水晶包（前）與叉燒包（後）比較

水晶包，潮汕地區也称為無米粿，是廣東潮州小吃，在廣東其他地區、香港和澳門地區也很常見，做法是將白蓮茸，紅豆茸搓成丸狀餡料待用。將餡料黐上一粒杬仁，放入用澄麵和生粉搓成粉糰的皮，捏成水晶包，蒸約三分鐘即成。水晶包的外皮看过去有点透光，有的则可以看到里面的馅料。